# Stary Browar w Toruniu
Stary Browar w Toruniu – browar działający na przełomie XIX i XX wieku, znajdujący się przy ul. Browarnej 1 na Nowym Mieście w Toruniu.

## Historia
Został założony przez Theodora Sponnagla, członka niemieckiej rodziny zajmującej się wyszynkiem. Mieścił się w dwóch późnogotyckich spichrzach wyremontowanych w XVII i XVIII wieku. Czterokondygnacyjny budynek wybudowano w 1874 roku. W 1893 roku wybudowano kolejne piętro. W 1897 roku rozpoczęto rozbudowę browaru. W 1898 roku zamontowano maszynę parową i kocioł parowy. Ponadto w latach 1897–1898 stanęła warzelnia piwa, lodownia i antałkownia. Ówczesnym właścicielem browaru był Żyd Samuel Hortwitz. W 1914 roku browar przejął Moritz Rosenwald. W latach 1926–1927 dokonano kolejnej rozbudowy. Podczas II wojny światowej browar pracował pod niemieckim zarządem, w 1943 roku przejął ją Browar Kunterstein w Grudziądzu.
Po 1995 roku w zespole budynków mieściły się klub muzyczny, centra biurowe, gastronomiczne i handlowe. W 2006 roku miasto sprzedało budynek za 3 mln zł spółce Polskie Pierze i Puch, która w 2008 roku chciała otworzyć w budynku hotel. Przez kilkanaście miesięcy spółka miała problemy z uzyskaniem warunków zabudowy. Warunki uzyskała w 2009 roku, jednak kryzys gospodarczy sprawił, że spółka nie mogła uzyskać kredytu na inwestycję, w wyniku czego podjęła się sprzedaży budynku. Do 2014 roku budynek kilkakrotnie zmieniał właściciela.
W 2018 roku budynek wpisano do rejestru zabytków.